# Киро Поповски
Кирил (Киро) Поповски (на македонска литературна норма: Киро Поповски) е политик от Социалистическа република Македония.

## Биография
Роден е на 13 април 1942 година в тетовското село Вратница. Завършва гимназия в Скопие. През 1965 година завършва Юридическия факултет на Скопския университет. В отделни периоди е председател на Председателството на ЦК на Съюза на комунистическата младеж на Македония, секретар и председател на Съвета на ССМ, председател на комисията за въпроси свързани с обществено-политическата система, член на комитета за въпроси от областта на сигурността и връзките с чужбина. От 1982 до 1986 година е член на Изпълнителния съвет на Социалистическа република Македония. На 22 септември 1990 година създава Социалистическата партия на Македония и е неин председател до юли 1995 година. От 1991 до 1995 е подпредседател на Народното събрание на Република Македония.
Женен е за Златка Поповска.